# Höllviken
Höllviken est une localité suédoise située dans la commune de Vellinge en Scanie.
Sa population était de 15 618 habitants en 2019.